# I Feel It All
«I Feel It All» (En español: «Lo siento todo») es el tercer sencillo del álbum de Feist, The Reminder.

## Recepción
La canción es uno de los más aclamados por la crítica de su álbum. The New Yorker elogiado su arreglo instrumental estrecha y sutil producción de Gonzales.

## Presentaciones en vivo
"I Feel It All" se presentó en vivo en Jimmy Kimmel Live! el 15 de mayo de 2007; el episodio fue grabado en un autobús y realizó acústica con un xilófono reemplazar el piano. También se presentaron en The Colbert Report el 28 de abril de 2008 y en el programa Late Night with Conan O'Brien el 30 de abril de 2008.

## Apariciones en medios
"I Feel It All" fue utilizado en la película de 2008, The Women y en la película de 2010 La última canción. También fue utilizado en un episodio de la serie de MTV, The Hills, y en un episodio de The fabulous life of... En 2009, una versión de la canción apareció en un anuncio de televisión para MasterFoods en Australia. Feist se muestra tocando la canción con Broken Social Scene en la película de 2010 The Movie Is Broken. Se realiza como un dúo con líder de la banda Kevin Drew, y se entrelazan con las partes de su canción "Safety Bricks".

## Video musical
El video comienza con el baile de Feist en un campo abierto alrededor de las pilas de barriles de petróleo. Durante los primeros momentos, Feist golpea un tambor de aceite con un palo, haciendo fuegos artificiales para disparar desde ellos. Por su parte, el resto de los tambores se iluminan, y tiran fuegos artificiales en el cielo. Durante la mayor parte del resto del video, Feist se ve bailando alrededor de las luces producidas por los fuegos artificiales, que ya no hay que golpear para despertar. Al igual que en su video anterior de "1234", los sonidos de este video no están en silencio el sonido de los fuegos artificiales de agrietamiento son perfectamente audible. El vídeo termina con una explosión de niebla y Feist caminar en un cuerpo de agua. También, al igual que sus videos anteriores, ésta se llevó a cabo en una sola toma continua.

## Lista de canciones
UK promo CD single
1. "I Feel It All" (Álbum versión) — 3:39
2. "I Feel It All" (Diplo's Plastic Remix) — 3:50
3. "I Feel It All" (Escort Remix) — 3:49
4. "I Feel It All" (Britt Daniel Remix) — 4:41
5. "I Feel It All" (Gonzales Remix) — 4:34